# Richard Goldman
Pour les articles homonymes, voir Goldman.
Richard Goldman est un philanthrope américain né le 16 avril 1920 et mort le 29 novembre 2010, cofondateur avec son épouse Rhoda Goldman, du prix Goldman pour l'environnement en 1990. Il est classé par l'Agence télégraphique juive comme un des plus influents philanthropes juifs des États-Unis. Il fonde la compagnie d'assurance Insurance et Risk Management et établit avec sa femme le fonds Richard et Rhoda Goldman en 1951.